# Eugène Emmanuel Amaury-Duval

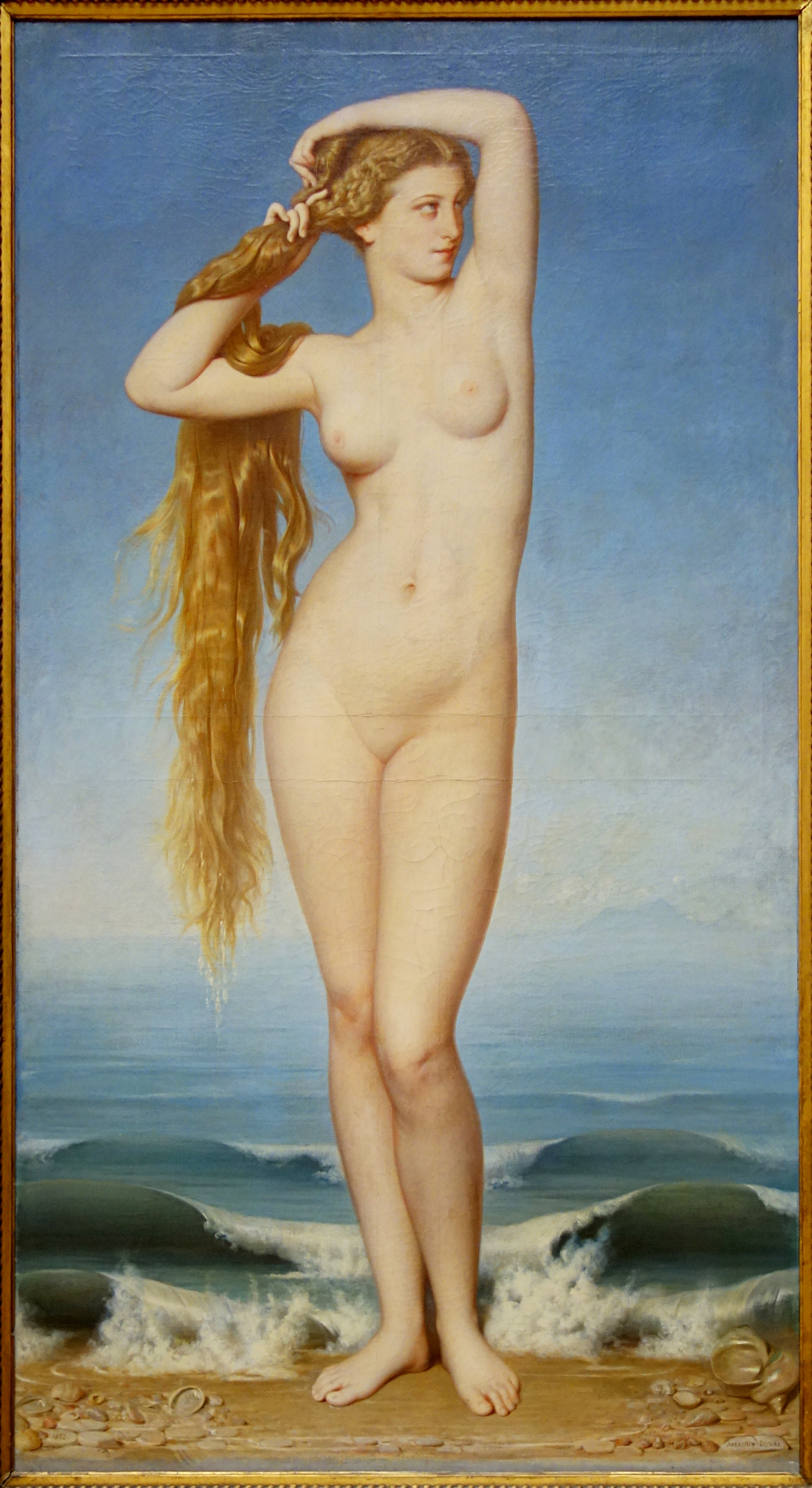
Geburt der Venus, Lille, Palais des Beaux-Arts

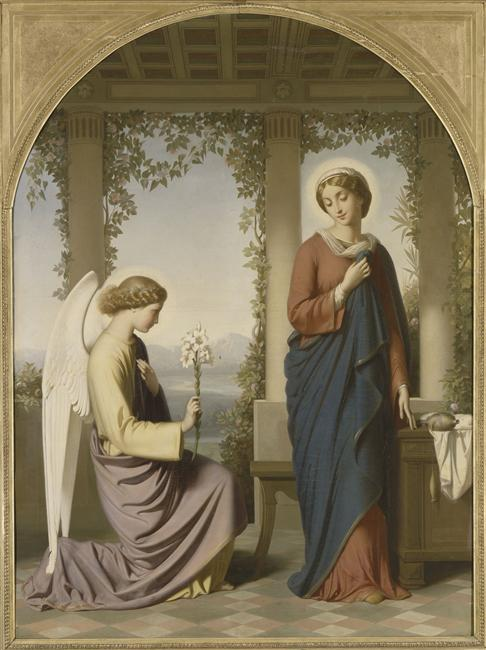
Mariä Verkündigung, Paris, Musée d’Orsay

Eugène Emmanuel Amaury Pineux, genannt Amaury-Duval (* 16. April 1808 in Montrouge bei Paris; † 25. Dezember 1885 in Paris) war ein französischer akademischer Maler.

## Leben
Sein Vater war der Diplomat, Historiker und Archäologe Charles Alexandre Amaury Pineux, genannt Amaury Duval (1760–1838), dessen Bruder – sein Onkel – war der französische Dramatiker Alexandre Duval (1767–1842). Er war ab 1825 Schüler des französischen Malers Jean Auguste Dominique Ingres. Amaury-Duval konnte 1829 als Zeichner an der Expédition de Morée in der Zeit der Griechischen Revolution teilnehmen und skizzierte auf dem Peloponnes. Eine Grand Tour führte ihn 1834–36 nach Italien, besonders nach Florenz, Rom und Neapel, wo er die Kunst der Renaissance studierte. In Rom traf er auch wieder mit seinem Lehrer Ingres zusammen, der 1835 bis 1841 für eine Amtszeit Direktor der Académie de France in Rom war. Er debütierte 1833 mit einigen Bildnissen im Pariser Salon. In der Folgezeit stellte er regelmäßig Porträts und Historienbilder aus. Bekannt wurde er vor allem 1863 durch die Geburt der Venus, als mit seinem Bild zwei weitere Bilder desselben Themas (von Alexandre Cabanel und Paul Baudry) von der Jury ausgewählt wurden. Amaury-Duval malte viele religiöse Bilder und Porträts, er arbeitete für einige Kirchen in Paris. Unter seinen historischen Bildern waren die bedeutendsten die Fresken in der Kapelle der heiligen Philomene zu Saint-Merry (1840–1844), in der Marienkapelle von St-Germain-l’Auxerrois (1844–1846) und die 1849 bis 1856 ausgeführten Malereien in der Kirche St. Germain zu Saint-Germain-en-Laye nordwestlich von Paris. Die Ausmalungen im Schloss Linières (Vendée) wurden 1912 mit dem gesamten Gebäude zerstört. 1845 wurde er Ritter und 1865 Offizier der Ehrenlegion.
Seine Bilder sind heute in Paris (im Musée d’Orsay, Musée Carnavalet und im Louvre), im Schloss Versailles, in Compiègnes, in Montauban, Rennes, Rouen, Lille, Dijon und Autun ausgestellt.

## Werke (Auswahl)
- Diverse Porträts, z. B. seines Vaters und seines Onkels Alexandre Duval, des Schauspielers Jean-Marie Geoffroy und (1855) der Schauspielerin Rachel als Muse der Tragödie
- Das schlafende Jesuskind (1857)
- Kopf eines jungen Mädchens (1859)
- Junges Mädchen mit der Puppe (1864)
- Daphnis und Chloe (1865)

## Schriften
- L’Atelier d’Ingres – Souvenirs. G. Charpentier Paris 1878, 297 S.
- Souvenirs E. Plon, Nourrit et Cie, Paris, 1885. 256 S.